# Sedlec (okres Plzeň-sever)
Sedlec (dříve Sedlice) je obec v okrese Plzeň-sever v Plzeňském kraji. Leží čtyři kilometry severozápadně od Kralovic. Žije v něm 108 obyvatel. Obec je součástí Mikroregionu Kralovicko.

## Historie
Sedlec je poprvé zmiňován roku 1193 jako součást daru několika vsí vladyky Humpolda z Potvorova plaskému klášteru. Cisterciáci vyměnili Sedlec s Idíkem ze Švábenic za polovinu Potvorova, zřejmě před rokem 1250, protože v potvrzení klášterního majetku papežem Inocencem IV. již Sedlec není uváděn. Ves byla následně spojena se sousední Bukovinou a Řemešínem v jeden újezd. Idík ze Švábenic věnoval roku 1281 celý újezd pražskému klášteru božího hrobu na Zderaze, nad kterým měl patronát získaný věnem své manželky, dcery Všebora Hrabišice, jejíž předci klášter na konci 12. století založili.
Když zderazský klášter roku 1419 zanikl, zastavil král Zikmund Sedlec spolu s dalšími vesnicemi a městečkem Kralovicemi za zásluhy katolickým pánům bratrům Hanušovi a Bedřichovi z Kolovrat na Libštejně a Krašově. Po smrti Bedřicha roku 1432 připadl Sedlec Hanušovi, po kterém jej zdědil jeho syn Hanuš a nakonec vnuk Albrecht. Ten prodal roku 1485 Sedlec spolu s hradem Krašov a dalšími vesnicemi Jetřichovi Bezdružickému z Kolovrat. Roku 1529 kupuje Sedlec Vilém Sviták z Landštejna.
Zmíněný pustý klášter božího hrobu na Zderaze odevzdal roku 1531 král Ferdinand I. Habsburský Dorotě z Doupova a povolil jí vymáhat zcizené statky kláštera. Dorota vyzvala Viléma Svitáka z Landštejna, aby vydal nazpět Sedlec, Bukovinu, Řemešín a díl Potvorova. Vilém Sviták odmítl vsi vydat a celá záležitost se dostala k úředníkům menšího soudu. Pán z Landštejna však zemřel. Řešení sporu nakonec našel mocný šlechtic Florián Gryspek, tehdejší pán na Kaceřově, který si na králi vyprosil svolení na vyplacení vsí od Kateřiny, ovdovělé ženy Viléma Svitáka. Roku 1546 koupil Florián Gryspek Sedlec, Bukovinu a Řemešín a král mu následně zajistil jejich dědičné držení.
V urbáři kaceřovského panství z roku 1558 je v Sedlci uváděno 8 usedlostí, na kterých hospodařili Havel Levý, Vaněk Bureš, Míka Jakeš, Jan Polívka, Blažek Janský, Vojtěch Prusík, Šimon Brož a Jan Bavor. V majetku Gryspeků zůstal až do pobělohorské konfiskace jejich majetku roku 1623, kdy jej opět získal klášter v Plasích. Za třicetileté války byly vypáleny 4 statky. Roku 1653 je v Sedlci uváděno 32 obyvatel. V majetku kláštera ves zůstává až do jeho zrušení roku 1785, kdy přechází do správy náboženského fondu. Od toho kupuje roku 1826 v dražbě celé plaské panství kancléř Metternich.
Na začátku roku 1924 byla ves přejmenována na Sedlec.

## Obyvatelstvo
| Rok            | 1869 | 1880 | 1890 | 1900 | 1910 | 1921 | 1930 | 1950 | 1961 | 1970 | 1980 | 1991 | 2001 | 2011 | 2021 |
| -------------- | ---- | ---- | ---- | ---- | ---- | ---- | ---- | ---- | ---- | ---- | ---- | ---- | ---- | ---- | ---- |
| Počet obyvatel | 198  | 182  | 192  | 178  | 194  | 174  | 184  | 105  | 104  | 110  | 86   | 83   | 75   | 87   | 87   |
| Počet domů     | 20   | 20   | 21   | 21   | 22   | 23   | 26   | 29   | 25   | 28   | 24   | 24   | 26   | 21   | 25   |

## Obecní správa
Mezi lety 1850–1890 patřil Sedlec jako osada obce k Bílovu v okrese Kralovice. V letech 1890–1975 byl obcí v okrese Kralovice (1869–1930), posléze v okrese Plasy (1950) a později v okrese Plzeň-sever. Od 1. ledna 1976 do 30. června 1985 patřil znovu jako část obce k Bílovu. Od 1. července 1985 do 31. prosince 1992 patřil jako část města ke Kralovicím a od 1. ledna 1993 je opět samostatnou obcí.

### Obecní symboly
Znak a vlajka byly obci uděleny rozhodnutím předsedy Poslanecké sněmovny Parlamentu České republiky dne 10. září 2021.

## Pamětihodnosti
- roubené stavení s lomenicí a špýcharem s pavláčkou v čp. 6

## Zajímavost
Po pět generací se kovář v Sedlci jmenoval Knedlhans. Prvním byl žebnický rodák Martin, pokračoval syn Václav, vnuk František a jeho syn Václav a vnuk František. Kovář měl na vsi na starost nejen okování koní, ale i opravy veškerých kovových věcí, často fungoval jako zvěrolékař a léčitel. Též trhal zuby – podle pamětníků bylo zubů tolik, že by se do nůše nevešly. Kovářství v rodině Knedlhansů skončilo smrtí Václava v roce 1967 a nástroje na trhání zubů se dostaly do sbírek muzea v Mariánské Týnici.

## Okolí
Sedlec sousedí s vsí Bílov na severu, s osadou Olšany a vsí Mariánský Týnec na jihovýchodě, s Bukovinou na jihozápadě a Potvorovem na severozápadě. Východně od vsi jsou kopce Březina a Červená hora a rybníky Sedlecký a Olšanský.

## Galerie

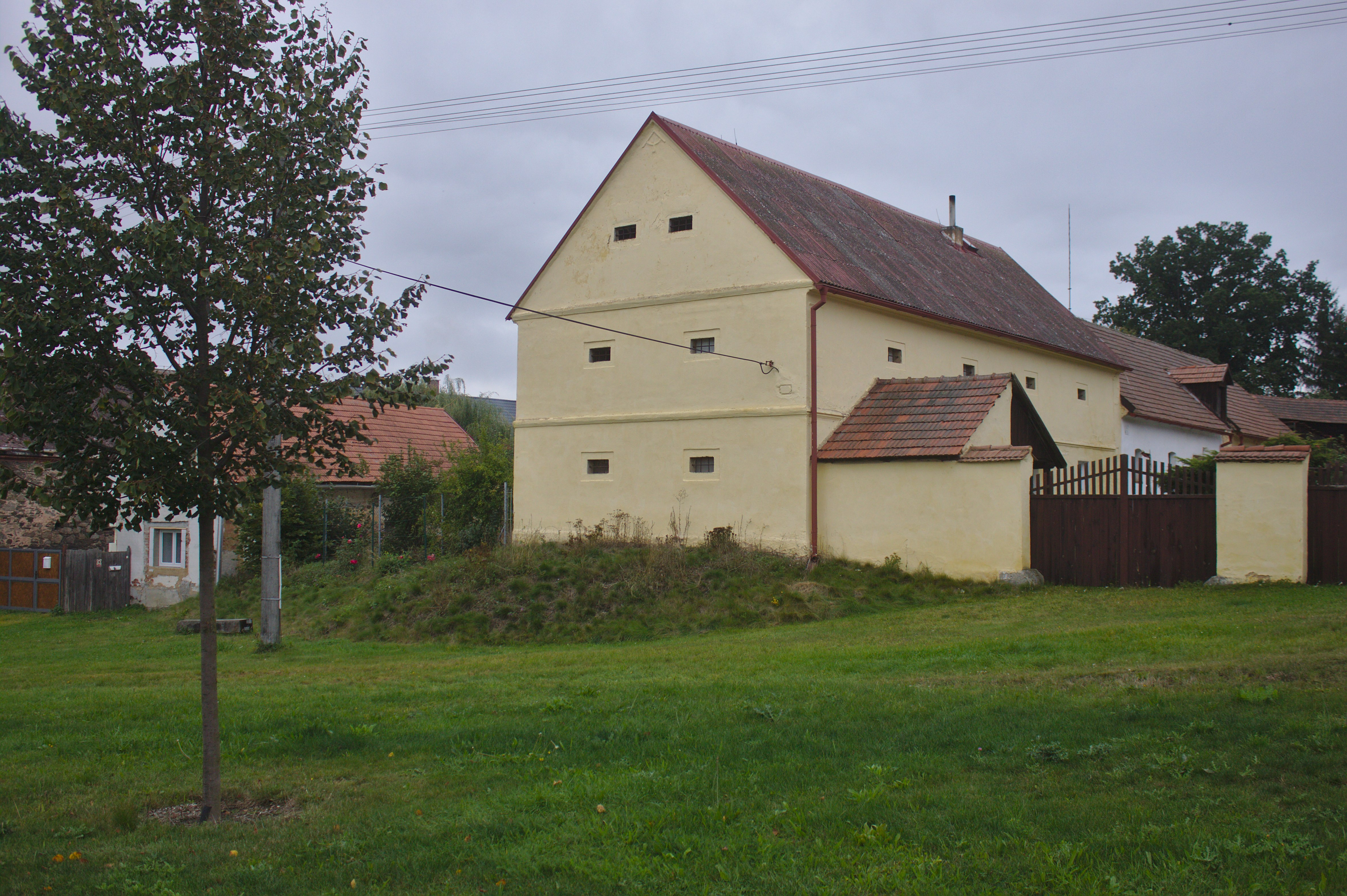
Sýpka
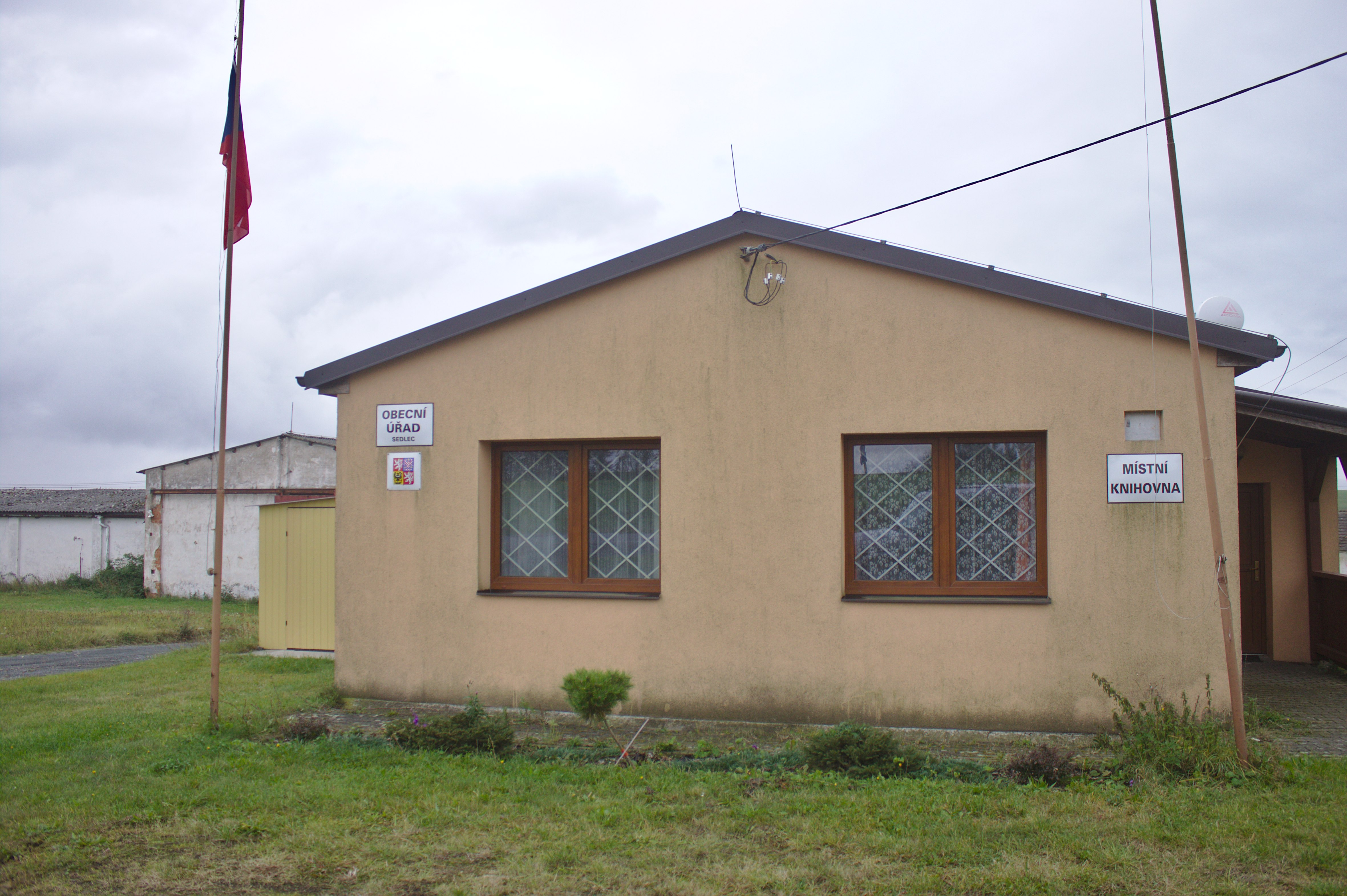
Obecní úřad
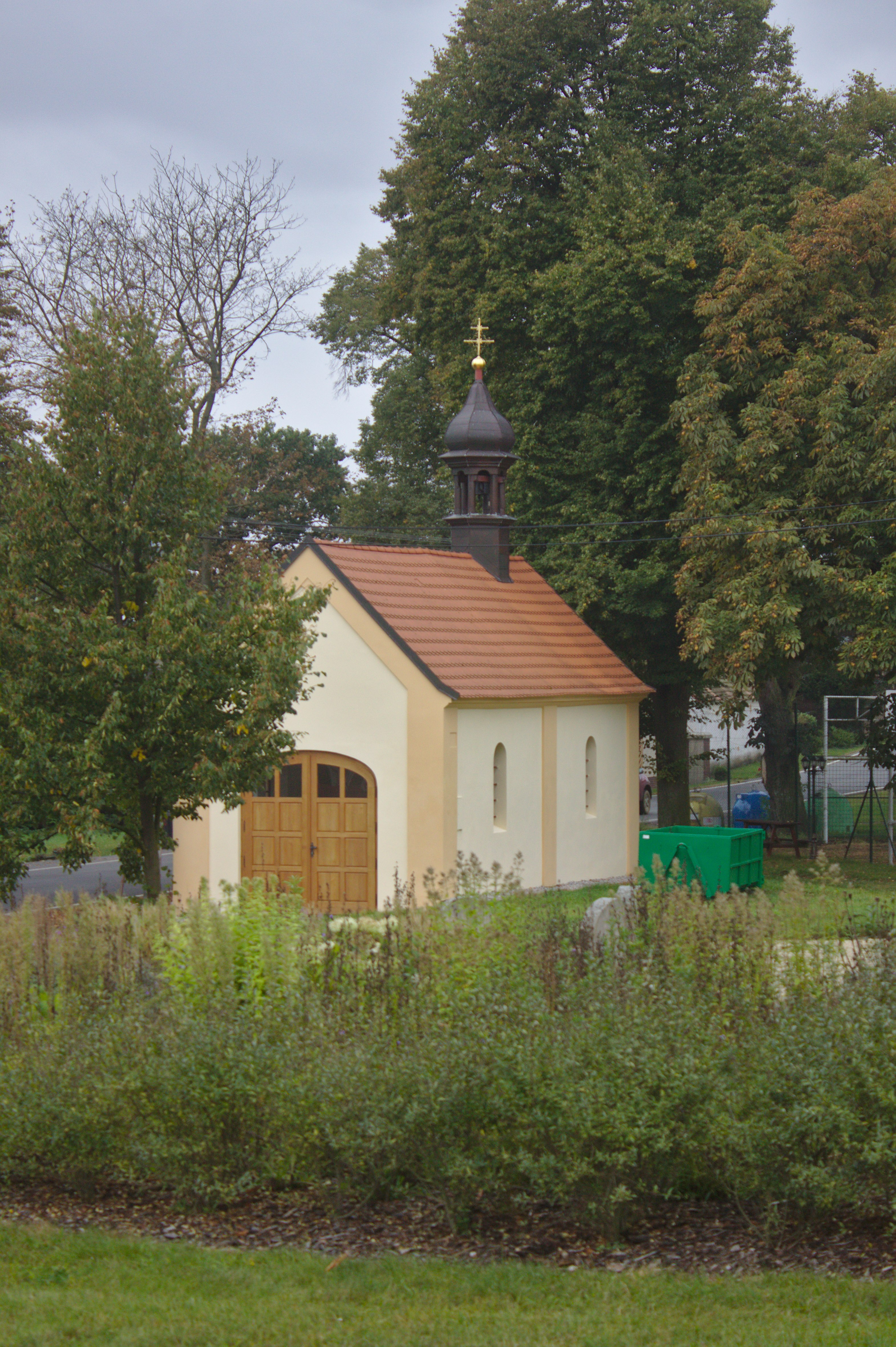
Kaple